# 天德教
天德教是一個新興宗教，原稱天德聖教，由四川人蕭昌明創立於1927年，1930年向國民政府注冊；天德教旨為共尊五教——儒釋道耶回，教人行二十字美德：「忠、恕、廉、明、德、正、義、信、忍、公、博、孝、仁、慈、覺、節、儉、真、禮、和」廿字真言。教壇奉一黃布代表天啟，不設神像，教徒學習教理外，並誦蕭昌明宗師所立之經典，特定之「開導師」（道長）得傳授先天氣功及符法等替人免費治病。蕭昌明時代曾派各大弟子至全國各省傳教，勸人奉二十字美德，全盛時如湖南一省辦戒毒農耕中心已有50萬信徒。傳說毛澤東之母亦曾向天德聖教請求治病，可見其全盛時之廣泛性。
1930年其弟子趙連成道長帶經本至香港新界屯門青山楊青路立院，是為香港總堂之始。同年1930年以南京特別市宗教哲學研究社名義向中華民國南京政府申請備案。1938年蕭昌明於黃山逝世，預言中國將有浩劫。
因天德聖教與初期國民政府關係密切，故中共將之列入反動份子，予以取締。1949年後，天德聖教南遷港台。
蕭昌明歸天後，天德聖教徒得黃布天啟：宗師乃「眾香妙國佛」所化，天封為「一炁宗主」、於氣界為「無形古佛」，並有大量著述。蕭昌明歸天後，教內所奉黃布旁另祀「一炁宗主」像，一些道壇兼奉觀世音菩薩、濟公活佛等。
天德聖教之尊五教——儒釋道耶回，並非以蕭昌明作五教之教主，而是蕭昌明宗師勸人學貫五教之道，融匯五教之理，以「無心為心，平等不執」。天德聖教於宗教學上屬於民間宗教，其在經典、教理、方術、組織、影響力及信徒數目，均是中國民間宗教史上之最大者。蕭昌明宗師於30年代派往18省傳教之開導師(道長)共18人，其一派往陝西華山者為李玉階，後李氏南遷臺灣。
天德聖教亦另有密教，內部傳承幾十種符令與咒訣，非一般開導師可得傳。
天德聖教不同一貫道與德教。
天德聖教自稱源自中國最古老宗教「德教」，尊奉一切聖賢，乃道德之教，起源於伏羲，盛興於黃帝，定名於堯舜，以德治天下，上天有好生之德，「天德」是天德聖教的由來，後來「德教」之名失傳。因此該教信眾認為蕭昌明（信眾尊稱為一炁宗主）是「復教」而非「創教」。現存的佛教、道教、儒教、基督宗教、伊斯蘭教等世界主要宗教之旨均通於德教。現該教派主要於香港及臺灣活動。
天德聖教有一口號為：一炁宗主靈光駕臨。
天德聖教之教義提倡將佛教、道教、儒教、基督宗教、伊斯蘭教等世界主要宗教的精粹合一，主張宗教大同，並把此倡議歸立為「忠、恕、廉、明、德、正、義、信、忍、公、博、孝、仁、慈、覺、節、儉、真、禮、和」廿字真言。
除宗教事務外，天德聖教亦有參與公益及慈善事業。

## 起源
由四川人蕭昌明創立於1927年，1930年向中華民國國民政府註冊。

## 延伸
1930年，天德教弟子趙連成道長帶經本至香港-新界-屯門-青山青楊路立院，是為香港總堂之始。
其一派往陝西華山者為李玉階，後李氏南遷台灣，1982年另注冊創天帝教，故天帝教亦傳承「先天掌光」氣功等治病方術。
另有密教，內部傳承高深之幾十種符令與咒訣，非一般開導師可得傳，故云「得掌『弟子符』，是承一炁教」，只有緣者方遇。
1970至1980年代，香港約有400間天德聖教樓宇形式之道堂，後因缺乏傳承與人才不濟，故逐漸式微，而一些後期弟子違反蕭昌明宗師治病隨緣樂助之訓，變成職業氣功師與收紅包，亦是天德教式微原因之一。